# Pelles orkester
Pelles Orkester eller Pelles var ett dansband från Mariestad.
Pelles började spela professionellt under andra hälften av 1960-talet. Christer Sjögren värvades till gruppen under 1968. Under början av 1970-talet turnerade gruppen flitigt. Göran Lindberg (Tonix) Bosse Ohlsson (Five Teddys, Streaplers) medverkade under denna period. Pelles hade också tidigt en orkestersättning med två blåsare (saxofon och trumpet). I övrigt bestod instrumenteringen av bas, gitarr, trummor, orgel/elpiano.
Under januari 1976 slutade Pelle Carlén, en av originalmedlemmarna. Samtidigt började Lars Nilsson (gitarr och sång). Pianisten, Ralph Karlsson som medverkat under flera år, slutade i april-maj 1976 och Erik Lihm anslöt som pianist. September/oktober 1976 slutade originaltrummisen Olle Johansson varvid Christer Sjögren började spela trummor. Efter något år slutade Erik Lihm i bandet och ersattes vid pianot av Per Almén, piano och sång. Erik Lihm kom senare, 1984, att ingå i dansbandet Vikingarna.
Under hösten 1976 började Kjell Carmbrant i gruppen som ny basist och på sång. År 1978 lämnade Christer Sjögren gruppen för dansbandet Vikingarna. Samtidigt började Bo Dahlenborg som Pelles nya batterist. År 1980 slutade den siste medlemmen från den ursprungliga sättningen, Alvar Sundberg. Ny kapellmästare blev Lars Nilsson. Liksom Erik Lihm var även Alvar Sundberg en multiinstrumentalist. Sundberg spelade instrumenten trumpet, horn, saxofon och gitarr. Efter Alvar Sundberg anslöt Gunnar Wallmon på gitarr, saxofon och sång samt som ny vid trummorna kom Bosse Jansson, tidigare från Drifters. Under 1980-talet turnerade Pelles även tillsammans med sångaren Gunnar Wiklund och den norske sångaren Ray Adams.

## Melodier påSvensktoppen
- "Vem kysser dig nu" - 1966
- "Quando, Quando, Quando" - 1970
- "Det finns en sång" - 1978